# Rhyacophila mocsaryi
Rhyacophila mocsaryi är en nattsländeart som beskrevs av Klapalek 1898. Rhyacophila mocsaryi ingår i släktet Rhyacophila och familjen rovnattsländor. Utöver nominatformen finns också underarten R. m. tredosensis.